# MQ-8C Fire Scout
MQ-8C Fire Scout (укр. «Файр Ска́ут»; у процесі розробки називався Fire-X) — американський безпілотний вертоліт, що спроєктований компанією Northrop Grumman для ВМС США.

## Характеристика
Фюзеляж розроблений на основі вертольота Bell 407, а електроніка та інші системи використані з іншого безпілотника Northrop Grumman MQ-8. Вертоліт призначений для забезпечення розвідувальної роботи, підтримку повітряного вогню та точного націлювання наземних, повітряних та морських артилерійських та ракетних систем. MQ-8C має можливість автономного зльоту та посадки, автономність 15 годин, дальність дії 280 км і вантажопідіймальність близько 318 кг. Максимальна висоту польоту — 6100 м. Він має вдвічі більшу автономність і втричі більше корисне навантаження, ніж MQ-8B.
Безпілотний апарат постійно оновлюється та отримує нові функції, так у кінці лютого 2020 року ВМФ США почав тестування БПЛА MQ-8C Fire Scout із новим типом радара AN/ZPY-8 на основі активної фазованої решітки (АФАР) .
Радар AN/ZPY-8 посилить здатність MQ-8C Fire Scout виявляти і супроводжувати цілі різних типів.
В жовтні 2020 року ВМФ США проводив випробування протичовнової версії, для чого тестувалась пошукова система з використанням малогабаритних буїв, розміщених у спеціальному контейнері на 24 комірки, та апаратури прийому даних .
Перевірка показала роботоздатність концепції пошукової системи розробки британської компанії Ultra.
Технічні характеристики
Фюзеляж завдовжки 10,6 м. Розмах лопатей 11,2 м. Висота апарата — 3,3 м. Максимальна вага 2721 кг, у тому числі корисне навантаження 1338 кг. Оснащений електродвигуном Rolls-Royce 250-C47B потужністю 813 к.с. (606 kW).